# Geoponika
Geoponika (gr. Γεωπονικά, pol. Encyklopedia wiedzy rolniczej) – bizantyńska encyklopedia rolnicza. Jest to pochodzący prawdopodobnie z VI wieku zbiór wskazówek dotyczących rolnictwa autorstwa Kassianusa Bassusa Scholastyka, będący w znacznej części kompilacją wypisów z dzieł wcześniejszych pisarzy agronomicznych, przede wszystkim Zbioru porad rolniczych Windaniusza Anatoliusza z Bejrutu i Georgik Didymosa z Aleksandrii.
Napisany w języku greckim traktat składa się z 20 ksiąg, zawierających rozmaite wskazówki, mające być pomocne przy uprawie roślin i hodowli zwierząt, a także w rybołówstwie. Poruszone są w nim także kwestie związane z pogodą, urządzaniem gospodarstwa i zarządzaniem nim czy zwalczaniem szkodników. Znajduje się w nim też kalendarz prac rolnych.
Geoponika, choć powstały ok. VI wieku, znane są z redakcji dokonanej w wieku X, za panowania Konstantyna VII Porfirogenety, któremu dedykowany jest dodany wówczas wstęp do traktatu.

## Autorstwo i czas powstania

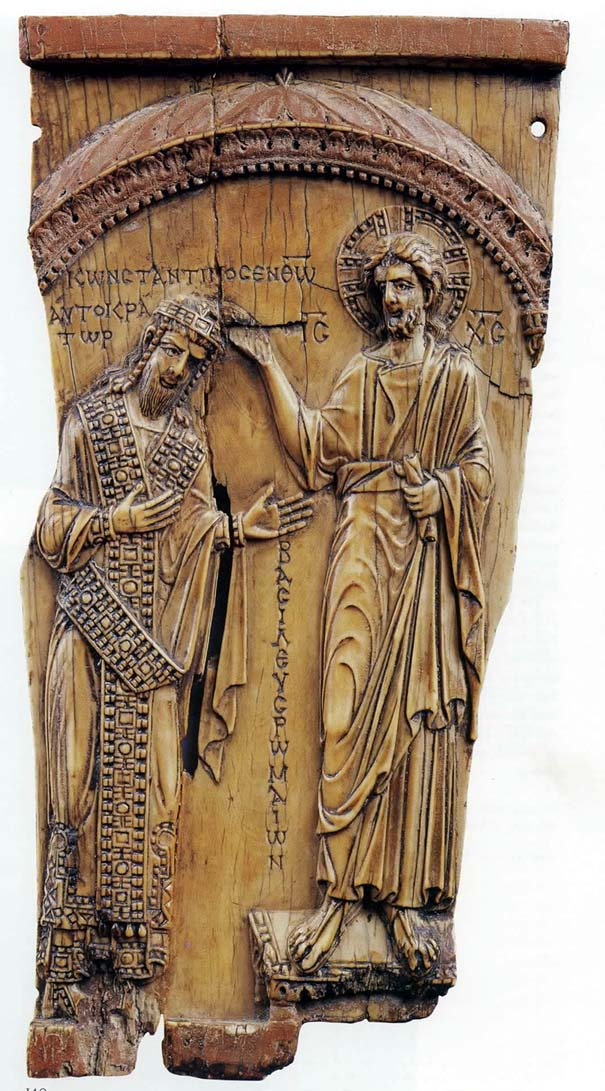
Alegoryczna koronacja Konstantyna VII, adresata listu dedykacyjnego. Płaskorzeźba z kości słoniowej, koniec X wieku

Autorstwo Geoponik nie jest całkowicie pewne. Na ogół przypisuje się je Kassianusowi Bassusowi, na podstawie dedykacji na początku ksiąg 7–9, w których autor zwraca się do swojego syna Bassusa. Z kolei imię Kassianusa Bassusa jako autora Geoponik przekazuje jeden z kodeksów (Marcianus 524) tego dzieła.
Pewne wątpliwości budzi jednak fakt, że Kassianus jest przywołany w dwóch rozdziałach księgi 5 jako autor, z którego zaczerpnięto tekst. Zdaniem radzieckiej historyk Bizancjum Jeleny Lipszyc Geoponika należy wręcz traktować jako utwór anonimowy, jednak jest to pogląd odosobniony.
O samym Kassianusie Bassusie nie wiadomo nic ponad to, co można wywnioskować z Geoponik, gdyż żaden inny zachowany przekaz go nie wspomina.
Problemy stwarza też określenie czasu powstania Geoponik. W zachowanych kodeksach dzieło we wstępie zawiera list dedykacyjny, wysławiający cesarza Konstantyna VII Porfirogenetę (któremu zresztą w wydaniach z XVI i XVII wieku przypisywano autorstwo tego traktatu), co mogłoby wskazywać na okres panowania tego władcy, czyli wiek X. Jednak Kassianus Bassus nosi imię jeszcze typowo rzymskie, a jego tytuł (scholastyk) przestał być w Bizancjum używany w IX wieku. Ponadto z odwołań do osobistych doświadczeń zawartych w tekście utworu wynika, że jego autor mieszkał w pobliżu miasta Maratonima, które – według zachowanych źródeł – istniało od IV do VI wieku. Przyjmuje się zatem, że Geoponika powstały w wieku VI, w okresie późnego antyku. Później, przez ponad trzy wieki dzieło było nieznane, gdyż nie jest wzmiankowane przez żadnego z autorów. Prawdopodobnie pozostawało w jednej z konstantynopolitańskich bibliotek, gdzie w I połowie X wieku zostało odnalezione i – po dodaniu panegirycznej dedykacji dla cesarza, zapewne zastępującej pierwotną, skierowaną do syna autora i poddaniu pewnej (choć zapewne nieznacznej) redakcji – spopularyzowane. Prawdopodobnie nastąpiło to ok. roku 950, pod koniec panowania Konstantyna VII.

## KompozycjaGeoponiki ich treść

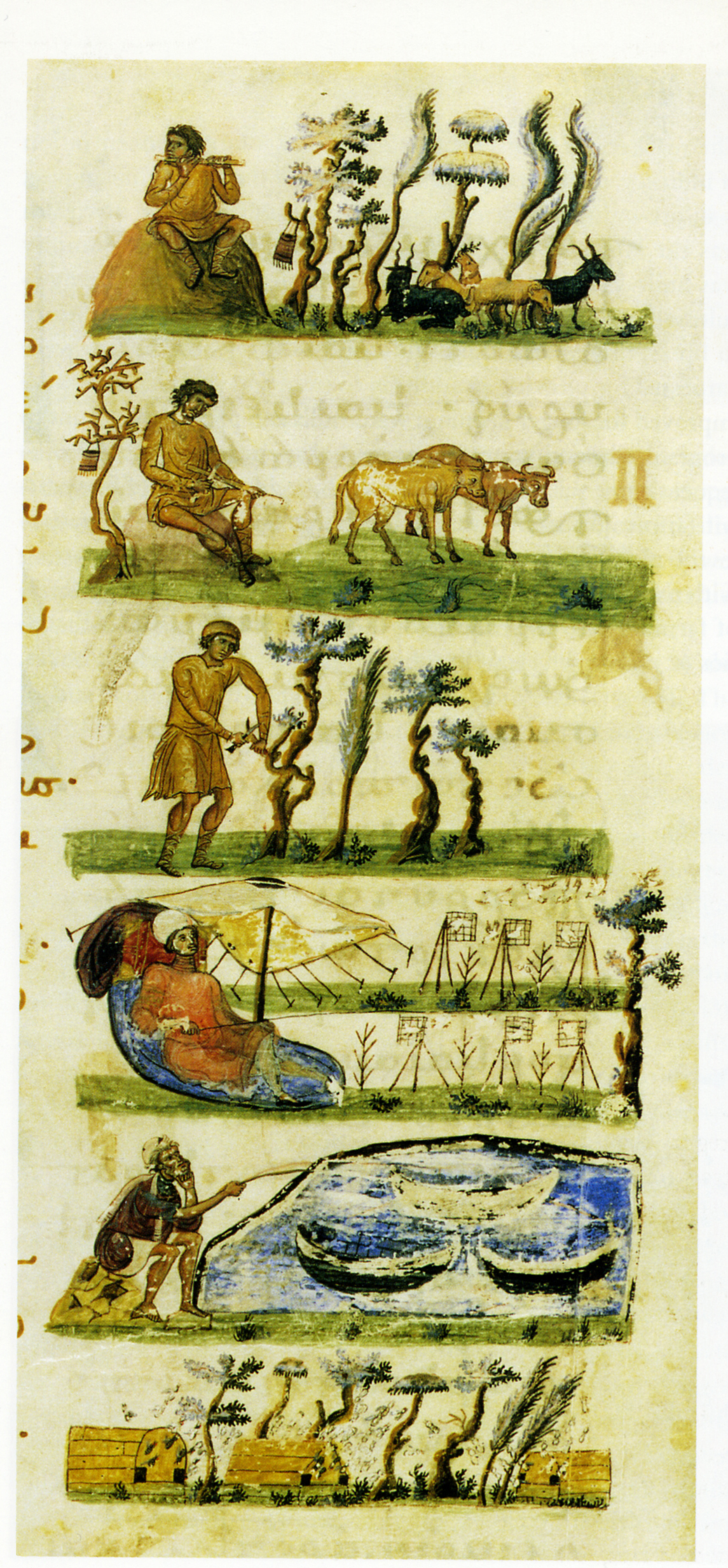
Wiosenne zajęcia wiejskie. Bizantyńska ilustracja do kazań Grzegorza z Nazjanzu, XI wiek

Na Geoponika składa się 20 ksiąg podzielonych na rozdziały (których jest łącznie 621). Księgi mają różną objętość i różną liczbę rozdziałów. Każdą z ksiąg rozpoczyna krótki wstęp, sygnalizujący jej tematykę i zawierający spis rozdziałów.
Dodany w X wieku wstęp, napisany wzniosłym i pełnym retorycznych figur stylem, wychwala cnoty i dokonania Konstantyna VII Porfirogenety. W jednym z ustępów nawiązuje też do tematyki Geoponik, podkreślając troskę władcy o rolników. Sugeruje też, że to cesarz nakazał zebranie informacji i porad z dzieł dawnych pisarzy agronomicznych w jedną całość, czego efektem jest ta praca.
Księga pierwsza traktuje o porach roku oraz wpływie pogody i faz księżyca na uprawy. Cykl księżycowy wiązano z pierwiastkiem żeńskim, a więc z płodnością i urodzajem, zatem według ówczesnych przekonań miał on znaczący wpływ na uprawy. W księdze tej widać wpływy astrologicznej tradycji Wschodu i poglądów ludowych (zapobieganie gradobiciu i uderzeniom pioruna – na te ostatnie sposobem miało być zakopanie w środku pola skóry hipopotama), ale także efekty początków naukowej obserwacji.
W księdze drugiej poruszono kwestie związane z podstawową dla ówczesnej gospodarki uprawą zbóż, a także roślin strączkowych. Ponadto znajdują się w niej porady dotyczące urządzenia i prowadzenia gospodarstwa rolnego. Układ tej księgi jest wzorowany na wcześniejszej literaturze agronomicznej, kolejno omówiono: sylwetkę idealnego właściciela ziemskiego i organizację pracy w gospodarstwie, wybór miejsca na gospodarstwo i tereny uprawne (w tym kwestię zaopatrzenia w wodę) oraz jego budowę, kolejne fazy produkcji zboża (od wyboru nasion aż po kwestie związane z przechowywaniem ziarna), uprawę roślin strączkowych, likwidację chwastów, na końcu zagadnienia związane z prowadzeniem gospodarstwa, w tym cechy, jakimi powinien charakteryzować się zarządca, podział i normy pracy oraz kwestie zdrowia i potrzeb pracowników rolnych.
Księga trzecia to kalendarz prac rolnych w podziale na miesiące.

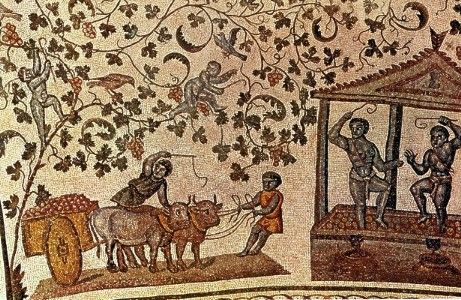
Zbiór i tłoczenie winogron. Mozaika z Mauzoleum Konstancji w Rzymie, IV wiek

Księgi od czwartej do ósmej zawierają informacje przydatne przy uprawie winorośli i produkcji wina. Była to roślina najbardziej znacząca dla kultury i ekonomii cywilizacji grecko-rzymskiej, nic więc dziwnego, że poświęcono jej ponad 1/4 część traktatu, dając przegląd całej tradycji antycznej dotyczącej tego tematu. Księga czwarta traktuje o odmianach winorośli, piąta – o odpowiedniej do uprawy glebie, o sadzeniu i przycinaniu oraz o chorobach winorośli, szósta – o winobraniu i przechowywaniu moszczu winnego. Następne dwie poświęcone są rodzajom win (w tym winom leczniczym) i sposobom ich przechowywania.
Księga dziewiąta, traktująca o innej istotnej dla kultury antycznej roślinie, czyli drzewach oliwnych oraz o produkcji oliwy, świadczy o dużej ówczesnej wiedzy na ten temat.
Dziesiąta i jedenasta księga są poświęcone ogrodowi (hortus), który w tradycji antycznej był terenem uprawy drzew owocowych i roślin ozdobnych. W pierwszej z nich znajdują się zagadnienia związane z sadownictwem, odmianami drzew i ich pielęgnacją. Omówione gatunki to w dużej mierze rośliny Azji i Afryki, mało popularne lub nieuprawiane w Grecji właściwej i w Rzymie; wiele uwagi poświęcono palmie daktylowej, lentyszkowi i cedratowi. W następnej księdze opisano rośliny ozdobne, mogące służyć do splatania girland i wieńców, w tym kwiaty (róża, lilia, narcyz, fiołek), ale także rośliny przyprawowe, mające zastosowanie w kuchni (laur, mirt, rozmaryn, majeranek).   Przy opisie niektórych roślin podano związane z nimi mity.
W księdze dwunastej zamieszczono informacje o roślinach warzywnych, głównie tych, które uprawiano w okolicach Konstantynopola. Wiele nazw nie występuje w żadnych innych zachowanych zapisach, prawdopodobnie były używane lokalnie.
Księga trzynasta to porady dotyczące odstraszania i zwalczania szkodników: owadów i gryzoni. Wiele z nich ma charakter magiczny.

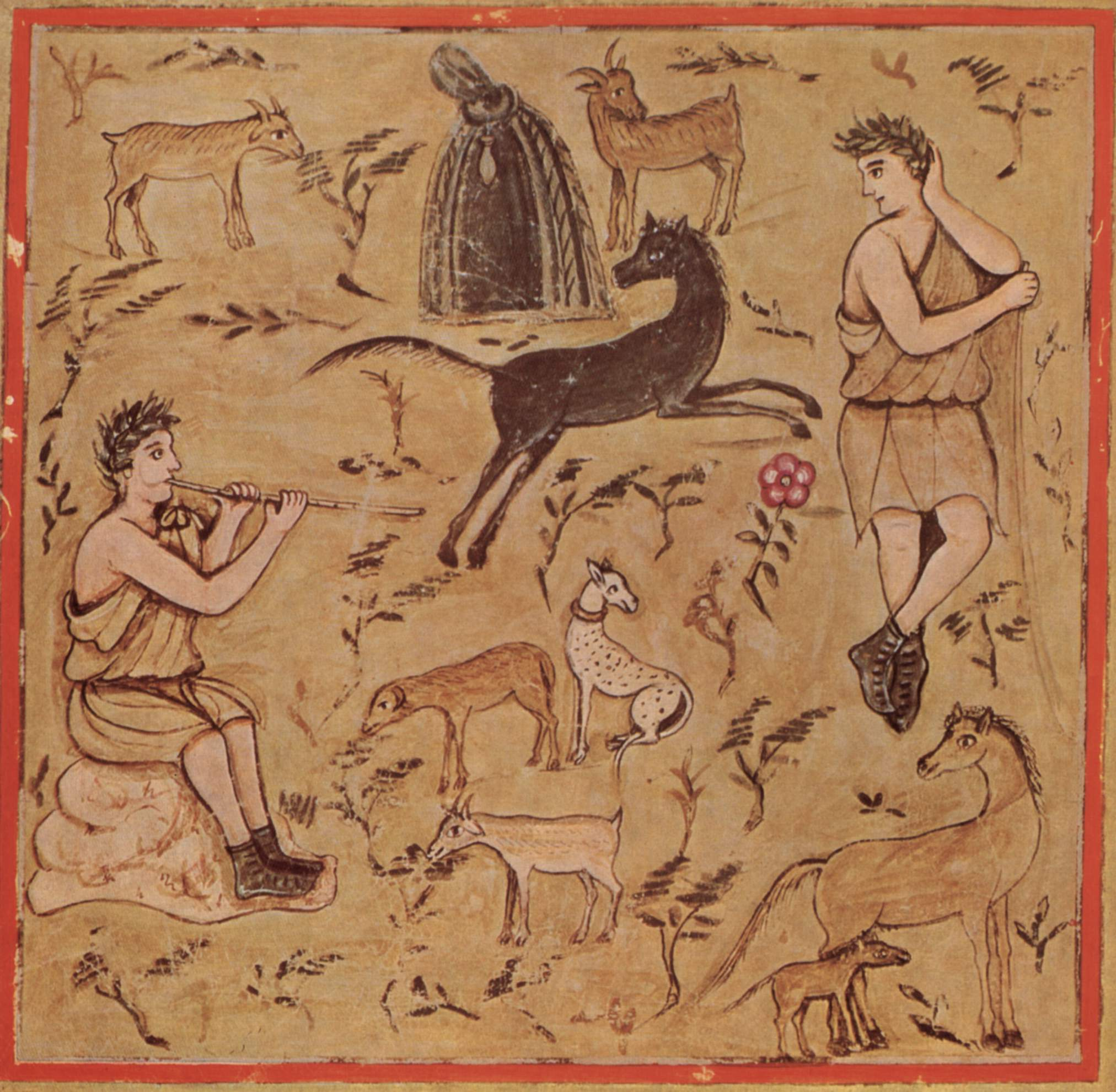
Pasterze i ich stada. Ilustracja do Georgik Wergiliusza, V wiek

Od księgi czternastej rozpoczyna się opis zagadnień związanych z hodowlą zwierząt. Poświęcona jest ona ptactwu hodowlanemu, w tym gołębiom i pawiom, a także tym gatunkom ptaków, na które polowano.
Piętnasta księga traktuje zasadniczo o pszczelarstwie, choć rozpoczyna ją długi rozdział o charakterze magiczno-symbolicznym, mówiący o sympatiach i antypatiach między zwierzętami, roślinami i minerałami.
Kolejne księgi zawierają informacje przydatne przy hodowli dużych zwierząt, w tym także porady weterynaryjne, zarówno racjonalne, oparte na obserwacji i doświadczeniu, jak i mające charakter magiczno-ludowych zabiegów. Tematem księgi szesnastej są przede wszystkim konie (nieużywane wówczas ani do prac rolnych, ani do zaprzęgów), dwa z rozdziałów poświęcono osłom i wielbłądom, siedemnastej – bydło rogate, czyli krowy i używane jako zwierzęta pociągowe woły, osiemnastej – owce i kozy; te pierwsze są traktowane głównie jako źródło wełny, drugie – jako zwierzęta mleczne. Ta księga zawiera też rozdział o produkcji sera. W księdze dziewiętnastej znajdują się informacje o psach (pasterskich i stróżujących) oraz o świniach, a także o przechowywaniu mięsa. W dwóch krótkich rozdziałach wspomniane są zające i jelenie.
Ostatnia, dwudziesta księga jest poświęcona rybactwu. W pierwszej, dość krótkiej części znajdują się ogólne informacje o rybach, w tym o urządzaniu stawów, potem następuje szereg przepisów na przynęty. Ostatni rozdział traktuje o produkcji garum, bardzo popularnego w starożytnym Rzymie sosu rybnego. Są to najdokładniejsze zachowane przepisy na ten sos.

## Źródła i ich autorzy
Podstawowymi źródłami dla traktatu Kassianusa Bassusa były: Zbiór porad rolniczych Windaniusza Anatoliusza z Bejrutu i Georgiki Didymosa z Aleksandrii. Dzieło Windaniusza Anatoliusza, powstałe w IV wieku, składało się z 12 tomów i opierało się na pismach wcześniejszych autorów; jest opisane w Bibliotece Focjusza. Obejmowało wszystkie dziedziny rolnictwa wraz z hodowlą zwierząt, jest więc uważane za główne źródło Geoponik. Nie ma pewności, czy Kassianus Bassus, przekazując informacje zaczerpnięte od przytoczonych w Zbiorze porad rolniczych pisarzy, bazował tylko na tym traktacie, czy też miał bezpośredni dostęp do niektórych utworów, obecnie nieznanych.
Georgiki (Rolnictwo) Didymosa, żyjącego pod koniec IV lub na początku V wieku, liczyły 15 ksiąg, o czym informuje Księga Suda. Nie wiadomo, czy były one kompilacją wyimków z innych pisarzy, czy też całkowicie własną pracą Didymosa, jedynie inspirowaną bogatą lekturą. W Geoponikach odwołano się do Didymosa w 100 rozdziałach. Ustępy z niego zaczerpnięte często mają wyraźny związek z magią i folklorem, ale także wykazują wpływ kultury chrześcijańskiej (np. zaklęcia łączą wersety z Homera i ze Starego Testamentu).
Ponadto w tytułach rozdziałów Geoponik pojawiają się imiona 28 innych autorów.